# Liphistius laruticus
Liphistius laruticus SCHWENDINGER, 1997 è un ragno appartenente al genere Liphistius della famiglia Liphistiidae.
Il nome del genere deriva dalla radice prefissoide greca λιπ-, lip-, abbreviazione di λιπαρός, liparòs cioè unto, grasso, e dal sostantivo greco ἱστίον, istìon, cioè telo, velo, ad indicare la struttura della tela che costruisce intorno all'apertura del cunicolo.
Il nome proprio deriva dalle colline Bukit Larut, nome locale delle Maxwell Hills, luogo di ritrovamento della specie, nello Stato di Perak della Malaysia peninsulare e dal suffisso latino -icus, con valore derivativo, che indica appartenenza (ad un luogo in questo caso).

## Caratteristiche
Ragno primitivo appartenente al sottordine Mesothelae: non possiede ghiandole velenifere, ma i suoi cheliceri possono infliggere morsi piuttosto dolorosi
Questa specie è molto simile a L. desultor ma di dimensioni più piccole, con le femmine di colore più scuro e le zampe che spresentano anulazioni. Il pedipalpo maschile ha un'apofisi tibiale alla base più ampia, il processo tegolare è più ampio e l'angolo retrodorsale della sporgenza tegolare è meno protrusa. Le femmine di questa specie hanno il poreplate (area dei genitali femminili interni coperta da una zona priva di pori) trasverso e di forma ovale, col margine anteriore procurvo.
Il bodylenght (lunghezza del corpo senza le zampe), esclusi anche i cheliceri, è di 22,4 millimetri nelle femmine. Il cefalotorace è più lungo che largo, circa 8,2 x 7,4 millimetri. I cheliceri hanno 12-13 denti al margine anteriore delle zanne. L'opistosoma è anch'esso più lungo che largo, circa 10,3 x 8,7 millimetri.

## Habitat
Questi ragni sono stati principalmente rinvenuti in ambiente di foresta pluviale, in banchi di rocce e terreni ai lati della strada sterrata che l'attraversa. Le Maxwell hills sono note per essere il luogo della Malaysia che riceve più pioggia durante l'anno, oltre 5000 millimetri. Per questo motivo tutti i ragni di una certa dimensione rinvenuti in queste zone, e in particolar modo i Liphistius, hanno gli opistosomi rivestiti di goccioline d'acqua di condensa.

## Comportamento
Costruiscono cunicoli nel terreno profondi fino a 60 centimetri e tengono chiuso l'ingresso del cunicolo con una porta-trappola piuttosto rudimentale. Intorno all'apertura tessono 7-8 fili molto sottili e appiccicaticci in modo da accorgersi se qualche preda si sta avvicinando e, approfittando dei momenti in cui vi è invischiata, balzano fuori e la catturano. Vivono molti anni anche in cattività.

## Distribuzione
Rinvenuta sulle colline Bukit Larut, nome locale delle Maxwell Hills, nello Stato di Perak della Malaysia peninsulare.